# 井出留美
井出 留美（いで るみ、1967年 - ）は、日本の食品ロスジャーナリスト。株式会社office 3.11代表。

## 経歴
東京都生まれ。母のカップケーキ作りの影響で5歳で食に目覚め、早い時期に食物栄養の分野に進学することを決める。銀行員だった父の転勤に伴って全国各地で生活する中で、様々な方言を学んだ。福岡県立明善高等学校を経て、千葉県立薬園台高等学校を卒業。1989年、奈良女子大学家政学部食物学科卒業、ライオン株式会社家庭科学研究所勤務。1994年、青年海外協力隊隊員としてフィリピンに赴任し、現地の人とモロヘイヤの普及を試みる。1997年、日本ケロッグ株式会社広報室長。2006年、女子栄養大学大学院栄養学研究科栄養学専攻博士後期課程修了、博士（栄養学）の学位を取得。2015年、東京大学大学院農学生命科学研究科農学国際専攻修士課程修了、修士（農学）の学位を取得。
東日本大震災発生時の食料廃棄を見て、憤りを覚えたのをきっかけに、自らの誕生日でもあり東日本大震災発生日でもある3月11日を名前に冠した「株式会社office 3.11」を設立し、食品ロスの撲滅を訴える。
主な著書に『食品ロスをなくしたら1か月5000円の得』『賞味期限のウソ』などがある。第2回食生活ジャーナリスト大賞（食文化部門）、Yahoo!ニュース個人オーサーアワード2018、令和2年度食品ロス削減推進大賞消費者庁長官賞受賞などを受賞した。